# Strandtorngräshoppa

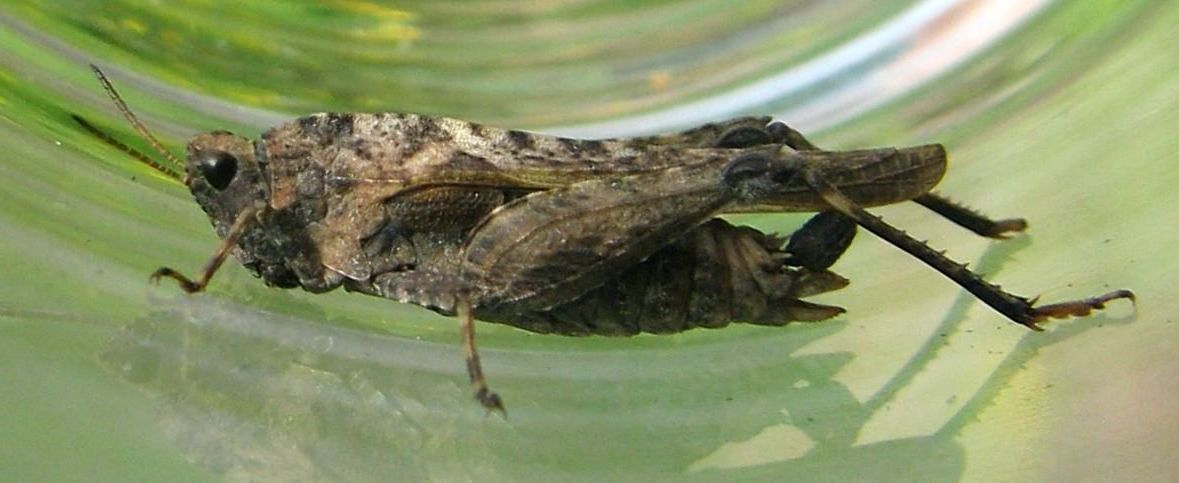
En hane

Strandtorngräshoppa (Tetrix subulata), även kallad ängstorngräshoppa, är en art i insektsordningen hopprätvingar som tillhör familjen torngräshoppor. 

## Kännetecken
Strandtorngräshoppan har en kroppslängd på runt 9 till 15 millimeter. Dess färg är varierande, från ljus till mycket mörk eller rödaktigt brun. Den har vanligen välutvecklade flygvingar och om den blir skrämd så kan den flyga undan.

## Utbredning
Strandtorngräshoppan finns i Europa och österut till Sibirien. Söderut finns den till Nordafrika. I Sverige finns den över hela landet.

## Levnadssätt
Strandtorngräshoppans habitat är vanligen fuktiga gräsmarker som ängar och hedar. Den hittas ofta i närheten av vatten, som kring bäckar och andra mindre vattendrag eller vattenansamlingar. 
Före parningen kommunicerar hanen och honan med visuella signaler. När en hane upptäcker en hona närmar sig han henne stegvis och vid varje uppehåll i närmandet rör han på ett gungande sätt sin kropp åt sidorna eller framåt och bakåt. Om honan är parningsvillig svarar hon på hanens närmande genom att föra sina bakben upp och ned.